# Barbados Labour Party

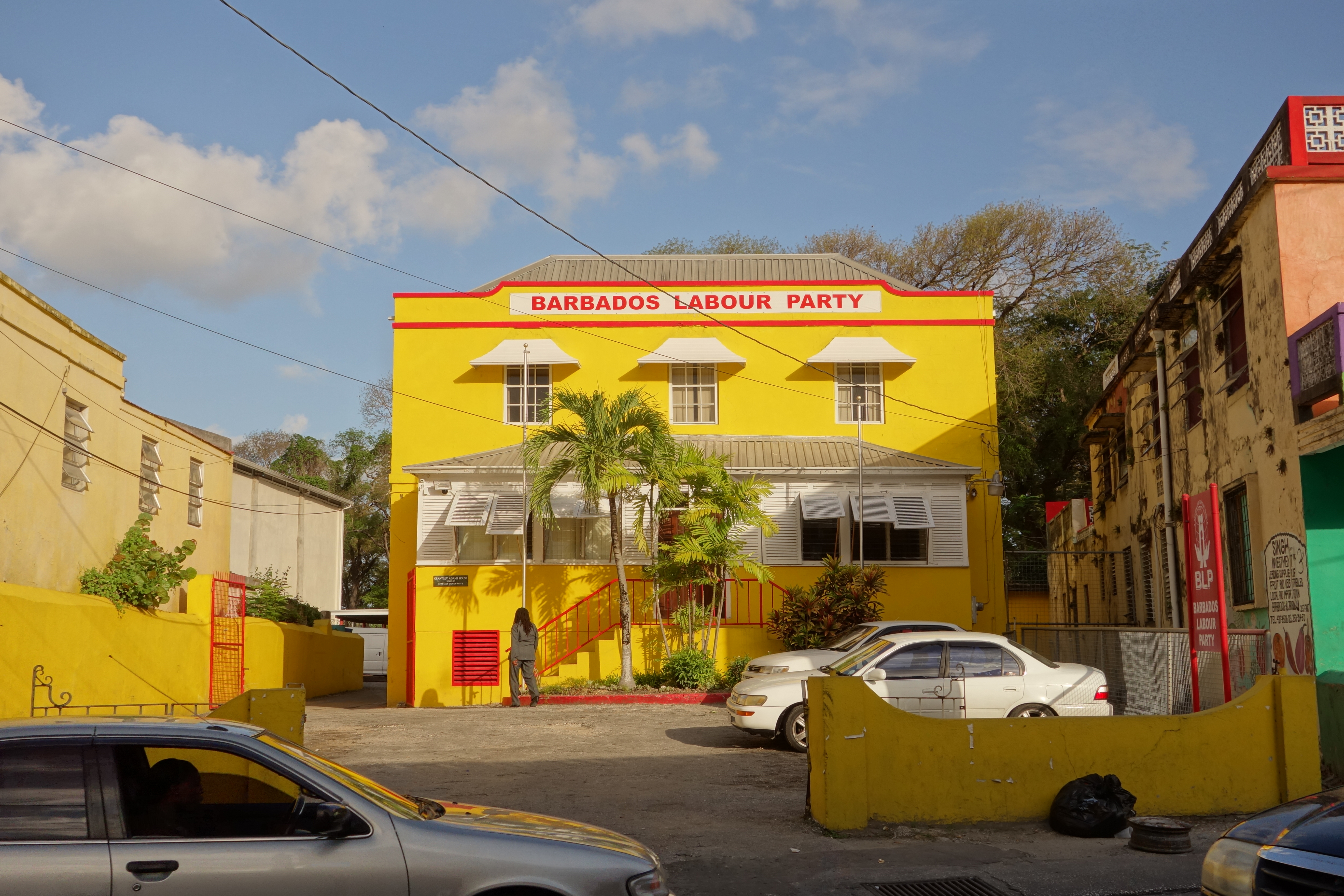
Barbados Labour Party, Hauptsitz im Grantley Adams House, Bridgetown (2013)

Die Barbados Labour Party (BLP) ist eine sozialdemokratische Partei in Barbados.
Sie wurde 1938 von Grantley Herbert Adams gegründet. Vorsitzender ist derzeit der bis Januar 2008 als Premierminister regierende Owen Arthur. Bei den Wahlen 2003 erhielt die BLP 23 von insgesamt 30 Sitzen. Bei den darauf folgenden Wahlen 2008 erhielt die BLP nur 10 Sitze und Owen Arthur wurde von David Thompson als Premierminister abgelöst. Bei den Wahlen am 21. Februar 2013 konnte sich die BLP auf 14 Sitze verbessern. 2018 errang sie mit mehr als 70 % der Stimmen die absolute Mehrheit im Parlament, die Vorsitzende Mia Amor Mottley wurde Premierministerin des Landes.

## Belege
1. ↑  Barbados General Election Results – 24 May 2018 (Memento des Originals vom 12. September 2019 im Internet Archive)  Info: Der Archivlink wurde automatisch eingesetzt und noch nicht geprüft. Bitte prüfe Original- und Archivlink gemäß Anleitung und entferne dann diesen Hinweis. auf caribbeanelections.com; abgerufen am 27. Oktober 2019.